# Johann Arzt (lelkész)
Johann Arzt magyaros névalakban Arzt (Artzt) János (Sövénység, ? – Szászkézd, 1730. december 2.) erdélyi szász evangélikus lelkész.

## Élete
A wittenbergi egyetemen 1685-ben védte meg értekezését, melynek címe Misterium SS. Trinitatis ante publicum Christi praeconium a fidelibus V. Testamenti cognitum et creditum (Vitebergae, 1685) volt. Hazatérve Erdélybe Segesváron lett diakónus, onnan 1695-ben lelkésznek hívták meg Homoródbenére. 1708-tól haláláig Szászkézden szolgált.